# Всеукраїнська спілка пролетарських письменників
Всеукраї́нська спі́лка пролета́рських письме́нників (ВУСПП) — українська літературна організація, заснована наприкінці 1926.

## Історія
Спілка утворилася із членів літературної організації «Гарт», що не ввійшли після її розпаду до Вільної академії пролетарської літератури, а також зі членів організацій «Плуг», «Жовтень» і пролетарського письменницького молодняку.

Перший з'їзд ВУСПП, що відбувся 25 січня — 28 січня 1927, так формулював свої завдання: 
«Перший з'їзд пролетарських письменників України, усвідомлюючи класові завдання пролетарської літератури й величезну відповідальність, що покладає пролетаріат, висуває гасло рішучої боротьби за інтернаціональний-класовий союз літератури України проти міщансько-націоналістичного, за вольовий активний пролетарський світогляд у літературі проти буржуазного пассеїстичного, за соціальну художність проти індивідуалістично-богемської».
ВУСПП прагнув узяти під контроль усе літературне життя і перебирав на себе роль прямого речника партії в літературних справах (його політику фактично визначали керівники організації — І. Кулик, В. Коряк, І. Микитенко, І. Кириленко).
Поставивши собі ці завдання й організаційно оформившись, ВУСПП в особі своїх критиків почав вести завзяту ідейну боротьбу головним чином з такими літературними організаціями як ВАПЛІТЕ, МАРС, а також і з окремими письменниками, незгодними з тактикою або літературними поглядами членів ВУСПП. У роботі цієї організації спостерігалися часто випадки вузькогрупової нетерпимості, тенденційно-групового висвітлення й оцінки літературних явищ, а також й інші негативні явища.
Маючи у своїх рядах письменників різних напрямків, ВУСПП пропагує як єдиний стиль — «пролетарський конструктивний реалізм». ВУСПП входить в ВОАПП (Всесоюзне об'єднання асоціації пролетарських письменників), має секції пролетарських літератур національних меншостей України — російську і єврейську, що видають в Україні журнали на своїх мовах («Червоне слово», «Промет»). Крім столичної Харківської організації ВУСПП має відділення й в інших містах, випускає два органи: щомісячник  «Гарт» і двотижневу «Літературну газету» (Київ).

## Члени організації
До складу цієї організації входили: Павло Безпощадний, Сава Голованівський, Борис Горбатов, Дмитро Гордієнко, Іван Кулик, Іван Микитенко, Володимир Сосюра, Микола Терещенко, Дмитро Загул, Володимир Коряк, Яків Савченко, Володимир Гадзінський, Леонід Первомайський, Наталя Забіла, Антон Шмигельський, Борис Коваленко, Іван Ле, Михайло Доленґо, Леонід Смілянський, Самійло Щупак, Дмитро Май-Дніпрович, Анатолій Шиян, Олексій Кундзіч, Іцик Фефер, Микола Булатович, Олекса Влизько, Давид Гофштейн, Павло Усенко, Микола Шеремет, Іван Степанюк та інші.